# Gezsény
Gezsény (szlovákul: Hazín) község Szlovákiában, a Kassai kerület Nagymihályi járásában.

## Fekvése
Nagymihálytól 8 km-re keletre, a Kelet-Szlovákiai síkságon, a Laborc és a Feketevíz között fekszik.

## Története
A 18. század végén, 1799-ben Vályi András így ír róla: „GESÉNY. vagy Gezsény. Nagy, és Kis Gesény. Tót falu Ungvár Vármegyében, földes Urai külömbféle Urak, lakosai katolikusok, fekszik Sobrántzhoz más fél mértföldnyire, határja jó termékenységű, réttye, legelője jó, fája elég, első Osztálybéli.”
Fényes Elek 1851-ben kiadott geográfiai szótárában így ír a faluról: „Gézsény, (Házsin), orosz-tót-magyar falu, Ungh vmegyében, ut. p. Nagy-Mihályhoz keletre egy órányira: 64 római, 440 görög kath., 51 ref., 11 zsidó lak. Görög kathol. paroch. templom. F. u. gr. Sztáray Albert.”
1920-ig Ung vármegye Szobránci járásához tartozott.

## Népessége
| Év:            | 1994. | 2004.   | 2014.   | 2024.   |
| -------------- | ----- | ------- | ------- | ------- |
| Emberek száma: | 435   | 452     | 478     | 466     |
| Eltérés:       |       | +3,90 % | +5,75 % | -2,51 % |

| Év:            | 2023. | 2024.   |
| -------------- | ----- | ------- |
| Emberek száma: | 472   | 466     |
| Eltérés:       |       | -1,27 % |

1880-ban 582 lakosából 508 szlovák és 39 magyar anyanyelvű volt.
1910-ben 676 lakosából 574 szlovák és 66 magyar anyanyelvű volt.
1921-ben 613 lakosából 569 csehszlovák és 11 magyar volt.
1991-ben 437 lakosából 433 szlovák volt.
2011-ben 465 lakosából 421 szlovák volt.
2015-ben 475-en lakták.